# 舒爾岑湖
53°14′51″N 12°50′48″E / 53.24750°N 12.84667°E
舒爾岑湖（德語：Schulzensee），是德國的湖泊，位於該國東北部梅克倫堡-前波美拉尼亞州，由梅克倫堡湖區郡負責管轄，長1.1公里、寬0.6公里，面積0.49平方公里，海拔高度59米。